# Jean-Pierre Bel

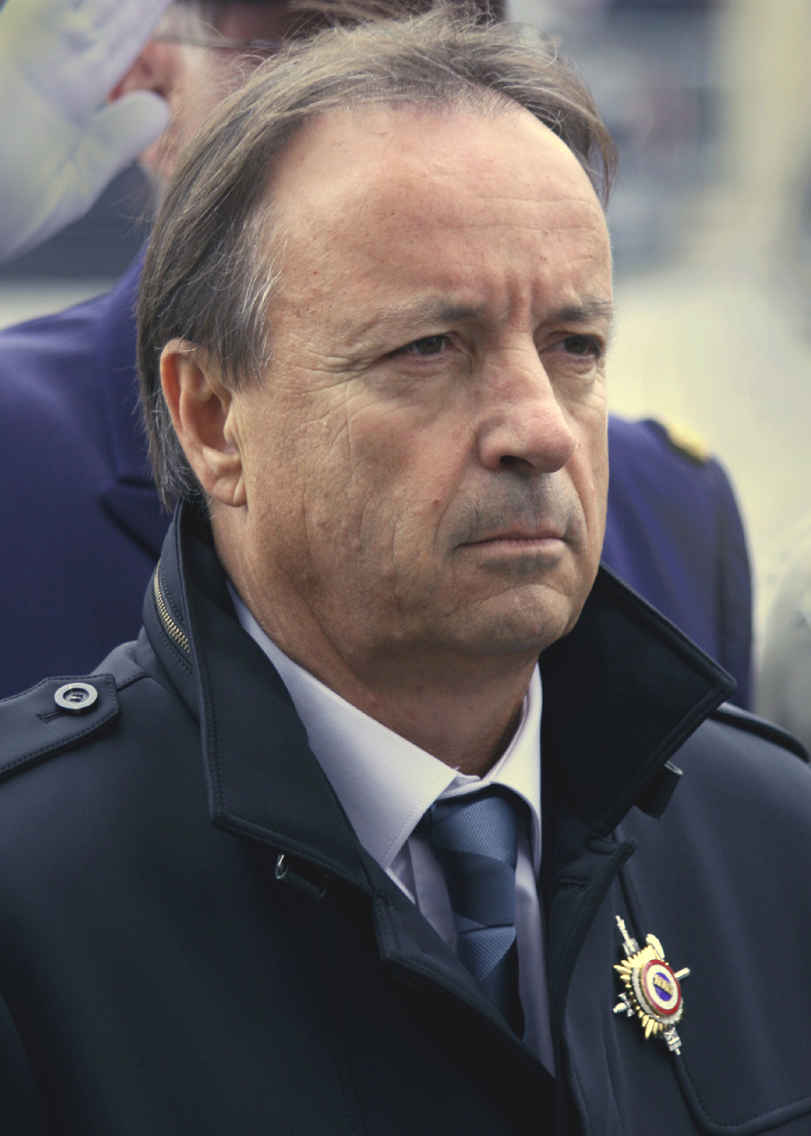
Jean-Pierre Bel (2012)

Jean-Pierre Bel (* 30. Dezember 1951 in Lavaur, Département Tarn, Frankreich) ist ein französischer Politiker der Parti Socialiste (PS) war von Oktober 2011 bis September 2014 Präsident des französischen Senats.

## Leben
Jean-Pierre Bels Familie war kommunistisch und durch die französische Résistance geprägt. Sein Vater war aktives Mitglied der Parti communiste français, er und weitere Mitglieder der Familie hatten sich während des Kriegs aktiv in der Résistance engagiert. Bel wuchs später in Toulouse auf, wo seine Mutter Angestellte des damals staatlichen Postunternehmens PTT war. Er studierte Jura und war Lehrbeauftragter an der Universität Toulouse I.
Das erste politische Engagement Bels beschäftigte sich mit der Unterstützung spanischer Widerstandsgruppen gegen Franco. Außerdem engagierte er sich in der trotzkistischen Ligue communiste révolutionnaire. 1978 gab Bel seine Anstellung an der Universität in Toulouse und sein politisches Engagement auf und zog in das Heimatdorf seiner ersten Frau, Mijanès (Département Ariège) in den Pyrenäen. Dort war er Leiter des Tourismusbüros und für die Entwicklung der Wintersporteinrichtungen verantwortlich.
Ab 1983 engagierte er sich wieder politisch und wurde zum Bürgermeister von Mijanès gewählt. Am Tag seiner Wahl trat er der Parti Socialiste bei. Ab 1986 gehörte er auch dem Regionalrat der Region Midi-Pyrénées und dem Generalrat von Ariège an. In diesen Funktionen kam er in Kontakt mit dem aus der gleichen Region stammenden Lionel Jospin, für den er 1992 seine Kampagne bei den Regionalwahlen organisierte.
1995 schied Bel aus dem Amt des Bürgermeisters von Mijanès aus. Von 1994 bis 2000 war er Sekretär der Parti Socialiste auf nationaler Ebene, zunächst für die Gliederungen, später für die Vorbereitung von Wahlen. 2001 übernahm er wieder eine Position als Bürgermeister, diesmal in der größeren Gemeinde Lavelanet (bis 2008).
1998 wurde Bel für das Département Ariège in den Senat gewählt. 2004 wurde er dort Vorsitzender der sozialistischen Fraktion. 2004 und 2008 kandidierte er für die Position des Präsidenten des Senats, unterlag aber – angesichts der Mehrheitsverhältnisse erwartungsgemäß – 2004 Christian Poncelet und 2008 Gérard Larcher jeweils von der Union pour un mouvement populaire (UMP). Nachdem die linken Gruppierungen bei der Senatswahl 2011 die Mehrheit im Senat errungen hatten, wurde Bel erneut durch die sozialistische Fraktion als Senatspräsident vorgeschlagen. Am 1. Oktober 2011 wurde er mit 179 Stimmen in dieses Amt gewählt, bei 134 Stimmen für Gérard Larcher und 29 Stimmen für die zentristische Senatorin Valérie Létard. Er war der erste Sozialist überhaupt in diesem Amt. Als Senatspräsident war Bel auch Vertreter des Staatspräsidenten, wenn dieser an der Ausübung seines Amtes gehindert ist.
Bis zu seiner Wahl zum Senatspräsidenten galt Bel als öffentlich weitgehend unbekannt, innerhalb des Senats jedoch als gut vernetzt und als über die politischen Lager auf Ausgleich bedacht. Innerhalb der Parti Socialiste wurde er zu dieser Zeit der Gruppe um François Hollande zugerechnet und galt als überzeugter Europäer.
Bel verzichtete auf eine erneute Kandidatur bei der Senatswahl 2014 und schied entsprechend am 30. September 2014 aus dem Parlament aus. Sein Nachfolger als Senatspräsident wurde sein Amtsvorgänger Gérard Larcher, nachdem die Linke bei der Wahl die Mehrheit im Senat verloren hatte.
Jean-Pierre Bel ist in zweiter Ehe mit einer Kubanerin verheiratet und hat drei Kinder. Er ist Rugby-Fan und Anhänger des FC Barcelona.

## Schriften
- Le Sénat à l'heure du changement, Édition Fondation Jean Jaurès, Paris 2011, ISBN 978-2-36244-022-9 (zu dt. etwa: Der Senat in der Stunde des Wechsels)